# Відкритий чемпіонат Франції з тенісу 1982
Відкритий чемпіонат Франції з тенісу 1982 — тенісний турнір, що проходив на відкритому повітрі на ґрунтових кортах Стад Ролан Гаррос у Парижі з 24 травня по 6 червня 1982 року. Це був 81-й Відкритий чемпіонат Франції, другий турнір Великого шолома в календарному році.

## Огляд подій та досянень
Матс Віландер переміг в одиночному розряді серед чоловіків. Це була для нього перша перемога не тільки в турнірах Великого шолома, а й перша перемога в турнірах ATP. Минулорічний чемпіон Бйорн Борг свій титул не захищав.
У жінок Мартіна Навратілова вперше виграла Ролан-Гаррос. Минулорічна чемпіонка Гана Мандлікова поступилася їй у півфіналі.

## Результати фінальних матчів

### Дорослі
| Одиночний розряд. Чоловіки   |                                |                              |
| Матс Віландер                | Гільєрмо Вілас                 | 1–6, 7–6(8-6), 6–0, 6–4      |
|                              |                                |                              |
| Одиночний розряд. Жінки      |                                |                              |
| Мартіна Навратілова          | Андреа Єйгер                   | 7–6(8-6), 6–1                |
|                              |                                |                              |
| Парний розряд. Чоловіки      |                                |                              |
| Шервуд Стюарт Ферді Тейген   | Ганс Гільдемайстер Белюс Пражу | 7–5, 6–3, 1–1, припинили гру |
|                              |                                |                              |
| Парний розряд. Жінки         |                                |                              |
| Мартіна Навратілова Енн Сміт | Розмарі Касалс Венді Тернбулл  | 6–3, 6–4                     |
|                              |                                |                              |
| Мікст                        |                                |                              |
| Венді Тернбулл Джон Ллойд    | Клавдія Монтейро Кассіо Мотта  | 6–2, 7–6                     |
|                              |                                |                              |